# Бабуна (река)
Вижте пояснителната страница за други значения на Бабуна.
Бабуна е река в Северна Македония. Реката извира изпод връх Мокро (Солунска глава) на планината Якубица и се влива във Вардар като негов десен приток след Велешката клисура близо до град Велес. Бабуна е пълноводна, като се пълни от снежниците на Якубица. Дължината ѝ е 65 километра. Покрай нея върви железопътната линия Велес – Битоля, която при изворите на Бабуна през тунел се спуска в Пелагония (Прилепското поле). В горното течение на Бабуна е историко-географската област Азот, а в долното – Клепа.
- Бабуна в Азот
- Мостът на Бабуна в Богомила
- Бабуна в клисурата Пещи